# 房地產經濟學
房地產經濟學（Real estate economics），是應用經濟學在房地產市場之上，用以描述、解釋及預測未來房地產之價格、供求關係的型態。房地產經濟學比「住房經濟學」（Housing economics）有更廣寬的研究範疇。

## 外部連結
- Housing market review with analysis of overdue mortgages versus FOMC interest rate. （页面存档备份，存于）